# Poiana Cristei
Poiana Cristei est une commune du județ de Vrancea en Roumanie.